# Vějířníkovití (ryby)
Vějířníkovití (Solenostomidae) je čeleď mořských, zvláštně vypadajících ryb řazených mezi jehly. Tato čeleď obsahuje pouze jeden rod vějiřník (Solenostomus). Nejbližším příbuzným vějířníkovitých jsou jehlovití (Syngnathidae).
Vějířnícni mají krátké, bočně zploštělé tělo pokryté silnými kostěnými destičkami hvězdicovitého tvaru. Mají dvě oddělené hřbetní ploutve; první má pět dlouhých měkkých zašpičatělých trnů, druhá má 17–22 nevětvených měkkých paprsků posazených na vyvýšené bázi. Velké břišní ploutve mají pouze jeden kostěný trn a 6 měkčích paprsků. Zaoblená řitní ploutev má 17–22 měkkých paprsků. Žaberní štěrbiny jsou poměrně velké, počet obratlů je 32–34. Délka těla dosahuje kolem 16 cm. Kapsičku na jikry má samička, což je v rámci řádu jehel nezvyklé, jelikož ji obyčejně mívá samec. Tato kapsička je umístěna mezi břišními ploutvemi a břichem.
Vějířníci vynikají pestrým a nezvyklým vzezřením a při prvním pohledu spíše připomínají plovoucí kousek řasy nebo korálu, což navíc umocňuje jejich ležérní pohyb; často se jen nehybně vznáší ve vodě mezi řasami nebo přisedle žijícími bezobratlými živočichy. Vyskytují se v tropech Indického oceánu a západní části Tichého oceánu. Krmí se bentickými bezobratlými a zooplanktonem, přičemž za kořistí neplavou a pojídají hlavně kořist, která se nachází v bezprostřední blízkosti jejich úst. Většinu času tráví v otevřené vodě, pouze v době rozmnožování vyhledává uzavřenější prostory s dostatečnou ochranou jako jsou korálové útesy.

## Systematika
Rozlišuje se celkem 6 druhů vějířníků:
- Solenostomus armatus M. C. W. Weber, 1913 (vějířník béžový)
- Solenostomus cyanopterus Bleeker, 1854 (vějířník modroploutvý)
- Solenostomus halimeda J. W. Orr, Fritzsche & J. E. Randall, 2002 (vějířník zelený)
- Solenostomus leptosoma S. Tanaka (I), 1908 (vějířník křehký)
- Solenostomus paegnius Jordan & Thompson, 1914
- Solenostomus paradoxus (Pallas, 1770) (vějířník třásnitý)

## Galerie vybraných zástupců

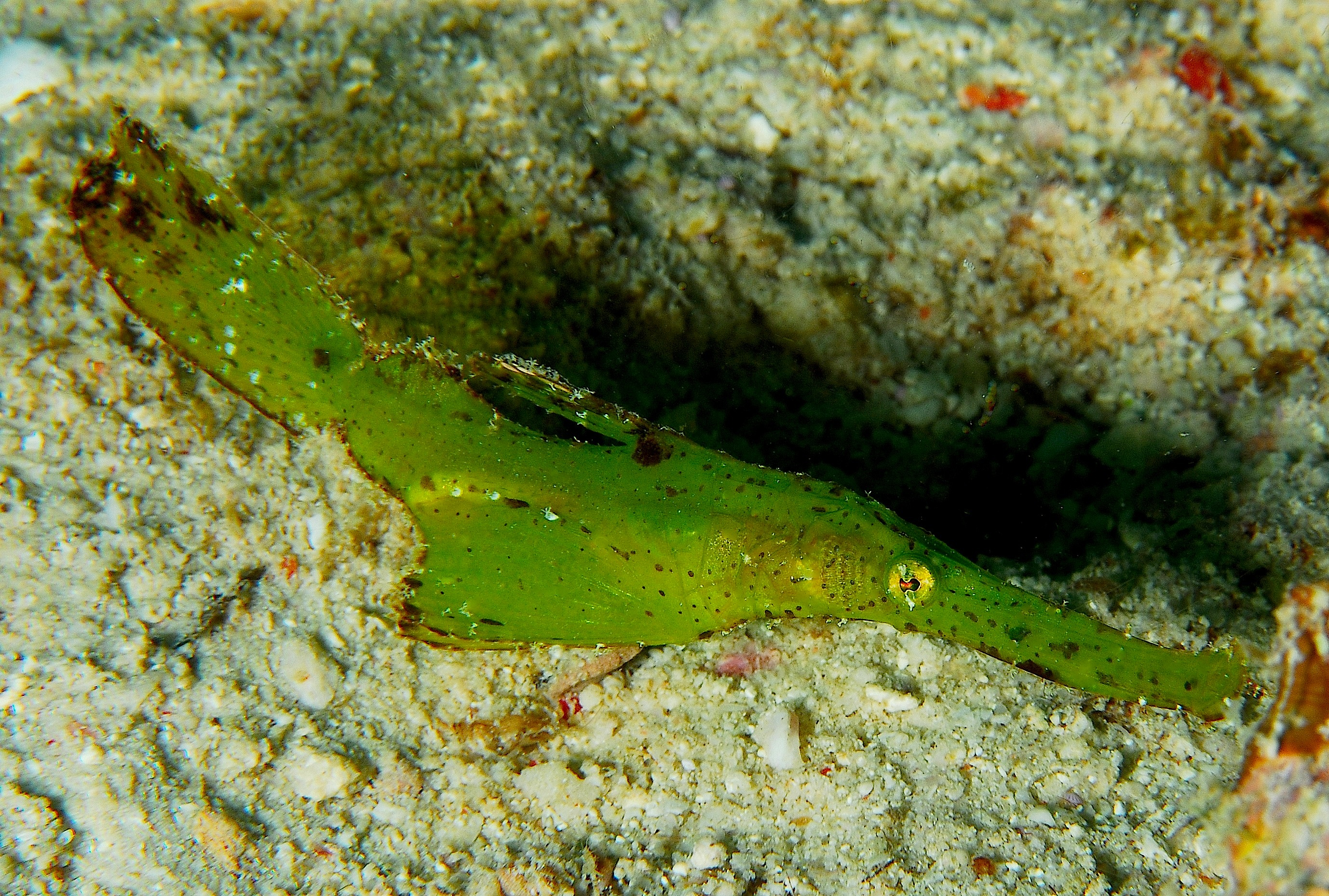
Vějířník modroploutvý
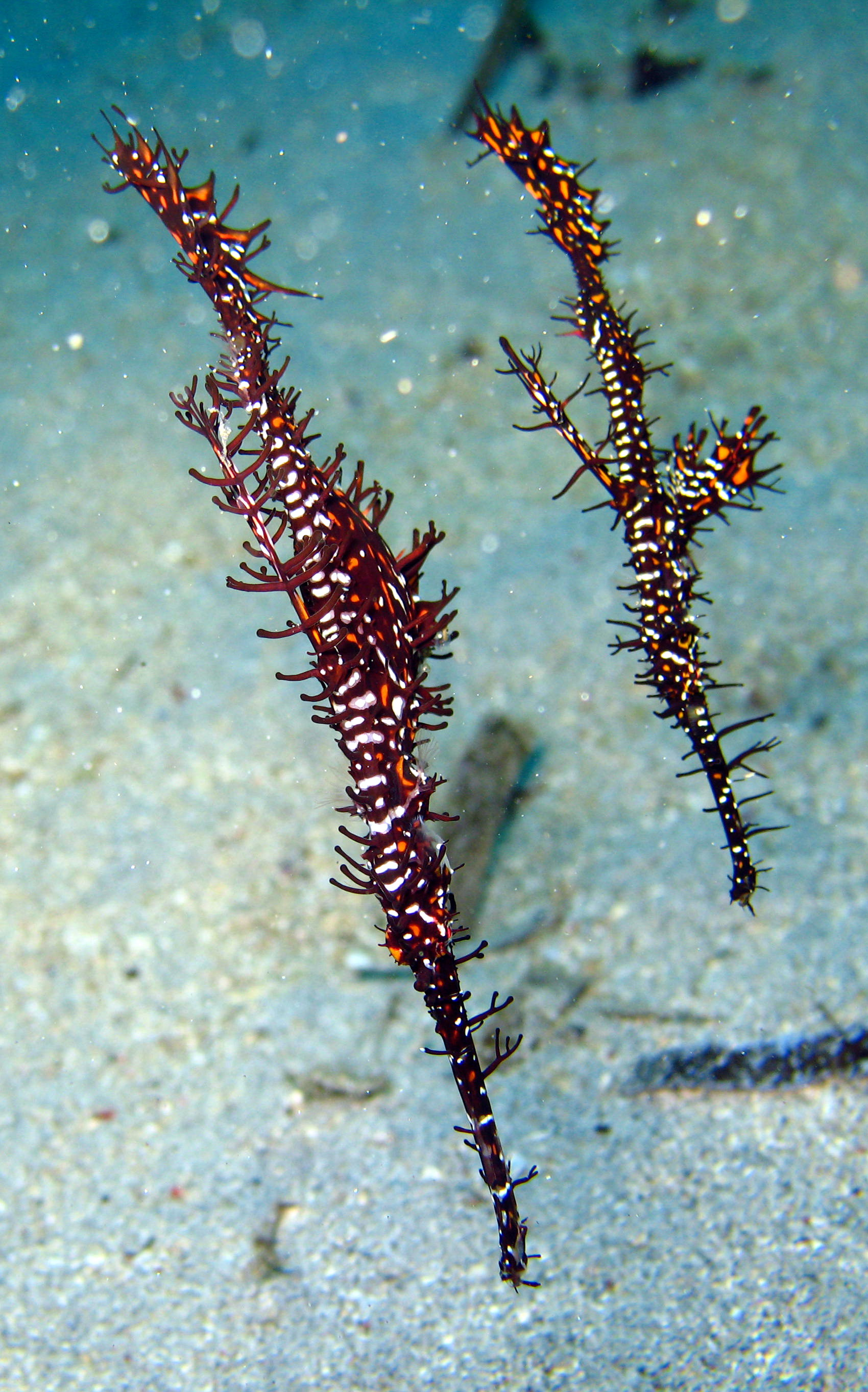
Vějířník třásnitý
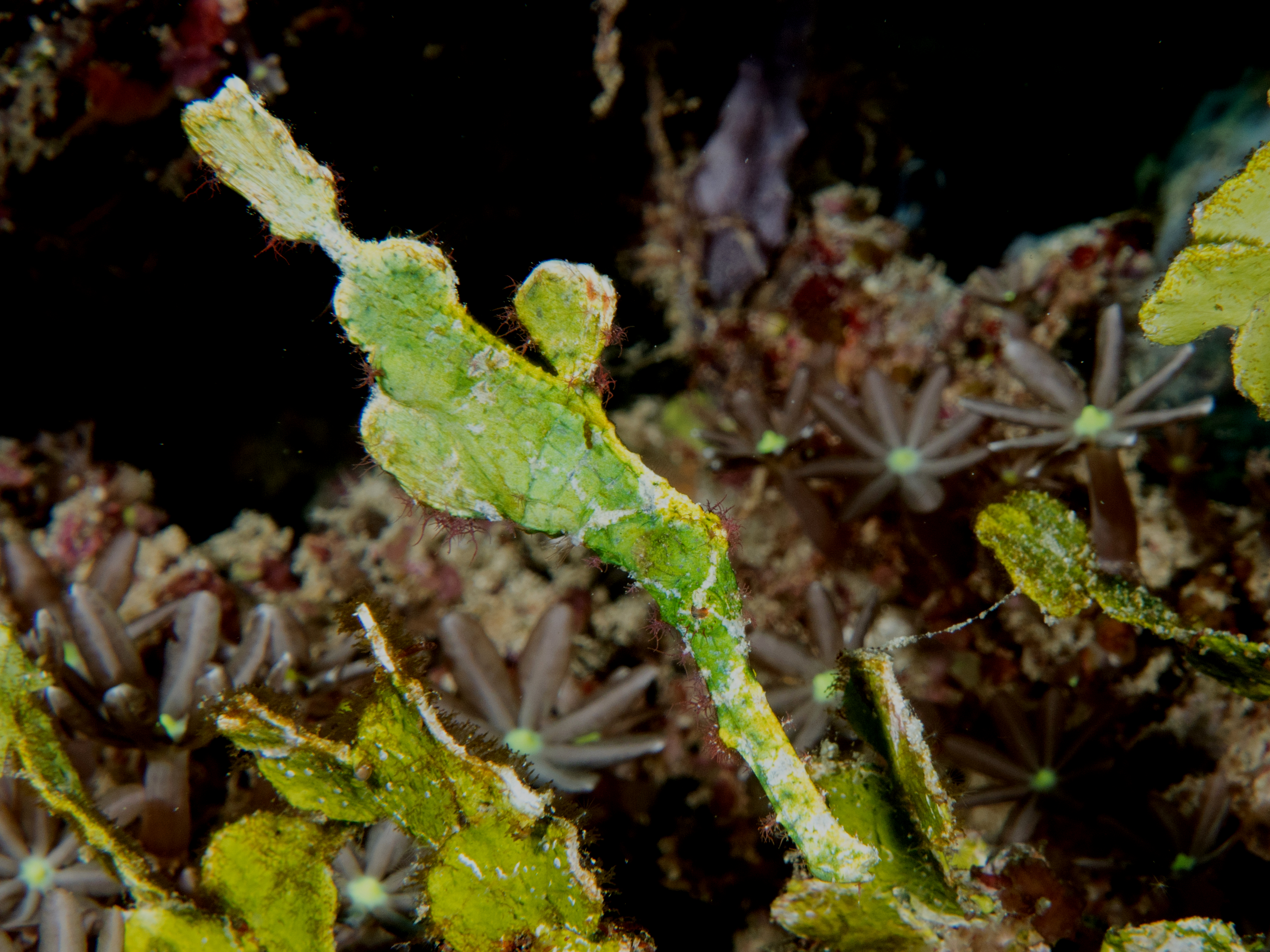
Vějířník zelený